# Nilesat 101
Nilesat 101 era un satellite per telecomunicazioni. È stato il primo satellite egiziano. 
Il satellite, con una massa al lancio di 1.827 Kg, è stato costruito dalla Astrium per conto dell'azienda egiziana Nilesat. Il lancio è stato effettuato con successo il 28 aprile 1998 dal Centro spaziale guyanese con un razzo vettore Ariane 4. Nilesat 101, posto in orbita geostazionaria, assicurava copertura al Nordafrica e al Medio Oriente e aveva una durata programmata di 15 anni. Nel 2000 è stato lanciato un satellite gemello, Nilesat 102, per aumentare il numero di canali televisivi disponibili e fornire servizi aggiuntivi come trasmissione dati e internet veloce. Nilesat 101 è stato disattivato nel febbraio 2013 per essere sostituito dal satellite Nilesat 201 in attesa della realizzazione del Nilesat 301.